# یاران کلانتر

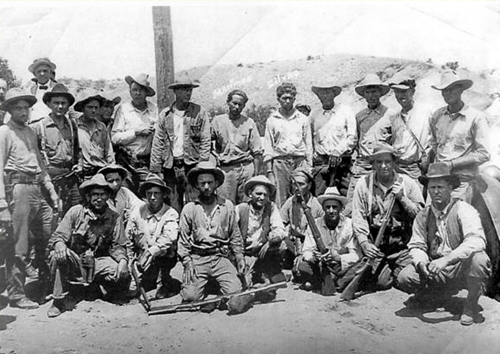
یک دستهٔ تعقیب و گریز آمریکایی در سال ۱۹۲۲ که قانون‌شکنان مانوئل مارتینز و پلاسیدیو سیلواس را دستگیر کرد؛ این دو نفر در مرکز ردیف پشتی تصویر دیده می‌شوند. مارتینز و سیلواس پس از بزرگ‌ترین عملیات تعقیب در تاریخ جنوب‌غرب ایالات متحده، به اتهام دست داشتن در قتل‌های روبی بازداشت شدند.

یاران کلانتر یا پاسی کومیتاتوس (انگلیسی: Posse comitatus) یک اصطلاح حقوقی قدیمی لاتین است که در اصل به معنای «نیروی مردمی همراه با کلانتر» است. در انگلیسی قرون وسطی، این اصطلاح به گروهی از شهروندان اشاره داشت که کلانتر یک شهرستان می‌توانست در مواقع اضطراری یا اجرای قانون، آنان را برای کمک به خود فرا بخواند.
در آمریکا، این مفهوم تاریخی بیشتر با «قانون پاسی کومیتاتوس» (Posse Comitatus Act) شناخته می‌شود؛ قانونی فدرال که در سال ۱۸۷۸ تصویب شد و هدف اصلی آن جلوگیری از استفاده از ارتش ایالات متحده برای اجرای قوانین داخلی در داخل کشور بود، مگر در شرایطی خاص که قانون اجازه می‌دهد. این قانون در پاسخ به دخالت‌های نظامی در امور داخلی ایالت‌ها، به‌ویژه در دوره پس از جنگ داخلی آمریکا، تصویب شد.
به بیان دیگر، «یاران کلانتر» در گذشته به معنی «نیروی مردمی که یک مقام محلی برای اجرای قانون فرا می‌خواند» بود، اما امروزه این اصطلاح معمولاً در زمینهٔ قانونی به‌کار می‌رود که می‌گوید ارتش آمریکا نمی‌تواند بدون اجازهٔ خاص در امور پلیسی داخلی کشور دخالت کند. این قانون از اصول اساسی جدایی میان ارتش و پلیس در دموکراسی آمریکایی است.